# Nudes (miniserie televisiva)
Nudes è una miniserie televisiva francese del 2024 distribuita il 1° febbraio 2024 su Amazon Prime Video. La miniserie, composta da 10 episodi, è divisa in tre diversi archi narrativi.

## Trama
La serie segue le vicende di tre giovani (Victor, Sofia e Ada) alle prese col problema del cyberbullismo, dopo la diffusione online di alcune loro foto intime.

## Episodi
| nº | Titolo originale               | Distribuzione originale |
| -- | ------------------------------ | ----------------------- |
| 1  | Victor - Président !           | 1° febbraio 2014        |
| 2  | Victor - Parole contre parole  | 1° febbraio 2014        |
| 3  | Victor - Sur le fil            | 1° febbraio 2014        |
| 4  | Victor - Actes et conséquences | 1° febbraio 2014        |
| 5  | Sofia - Princesse              | 1° febbraio 2014        |
| 6  | Sofia - La Honte               | 1° febbraio 2014        |
| 7  | Sofia - Confrontations         | 1° febbraio 2014        |
| 8  | Ada - Matéo                    | 1° febbraio 2014        |
| 9  | Ada - Chute                    | 1° febbraio 2014        |
| 10 | Ada - Alliance                 | 1° febbraio 2014        |